# Kvitneve, Popilnea
Kvitneve (în ucraineană Квітневе) este o comună în raionul Popilnea, regiunea Jîtomîr, Ucraina, formată numai din satul de reședință.

## Demografie
Componența lingvistică a comunei Jovtneve
     Ucraineană (97,51%)
     Rusă (2,34%)
     Alte limbi (0,1%)
Conform recensământului din 2001, majoritatea populației comunei Kvitneve era vorbitoare de ucraineană (97,51%), existând în minoritate și vorbitori de rusă (2,34%).